# 3005 Первікторалекс
3005 Первікторалекс (3005 Pervictoralex) — астероїд головного поясу, відкритий 22 серпня 1979 року.
Тіссеранів параметр щодо Юпітера — 3,522.